# Colônia de Queensland
A Colônia de Queensland, ou Queenslândia (em inglês:  Colony of Queensland), foi uma colônia do Império Britânico que existiu de 1859 a 1901, quando se federou juntamente com as outras cinco colônias australianas para formar a Comunidade da Austrália. Em sua maior extensão, a colônia incluiu o atual estado do Queensland, o Território de Papua e o Território das Ilhas do Mar de Coral.
A Colônia de Queensland foi estabelecida depois que o povo de Queensland solicitou com sucesso a Rainha Vitória para conceder a independência do território que fazia parte da Colônia de Nova Gales do Sul. A rainha assinou as cartas patentes em 6 de junho de 1859. Uma das principais razões citadas para o impulso para um Queensland independente foi a importância econômica, comercial e social de Brisbane.
A independência significou a eleição de um Governador e Assembleia Legislativa e a nomeação de um Conselho Legislativo, órgãos-chave para permitir que a colônia desenvolvesse suas próprias leis e mandatos. O parlamento da Colônia de Queensland foi aberto em 22 de maio de 1860 com Robert George Wyndham Herbert, o primeiro primeiro-ministro eleito. Em 1880, a Colônia de Queensland aprovou sua própria constituição, o The Constitution Act, de 1867, projetou e adotou sua própria bandeira, criou escolas de gramática subsidiadas pelo governo e produziu suas próprias notas de banco.